# Ceratophysella quinquesetosa
Ceratophysella quinquesetosa är en urinsektsart som beskrevs av Hermann Gisin 1958. Ceratophysella quinquesetosa ingår i släktet Ceratophysella och familjen Hypogastruridae. Inga underarter finns listade i Catalogue of Life.